# Victor Emil Janssen

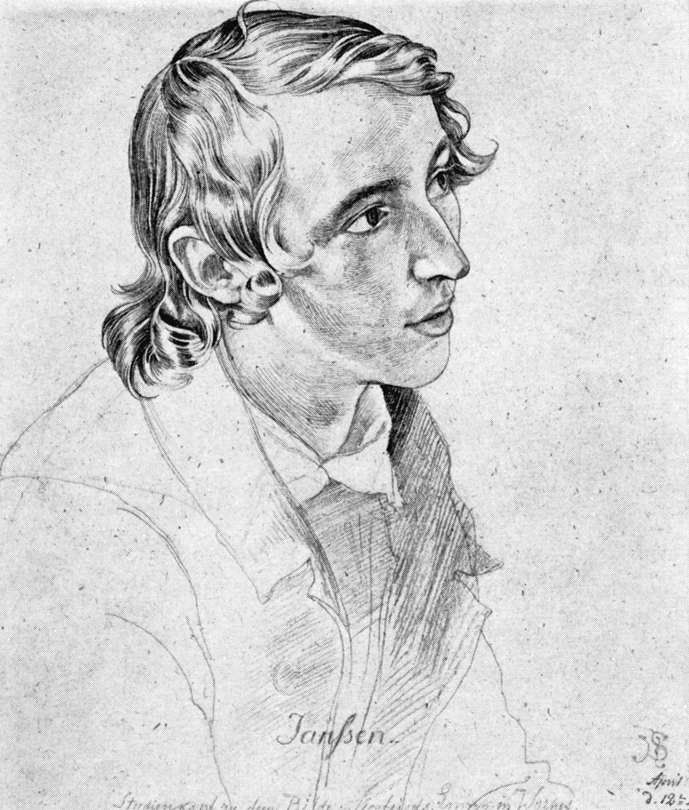
Victor Emil Janssen. Zeichnung von Julius Schnorr von Carolsfeld (1794–1872).

Victor Emil Janssen (* 11. Juni 1807 in Hamburg; † 23. September 1845 ebenda) war ein deutscher Maler der Spätromantik.

## Leben

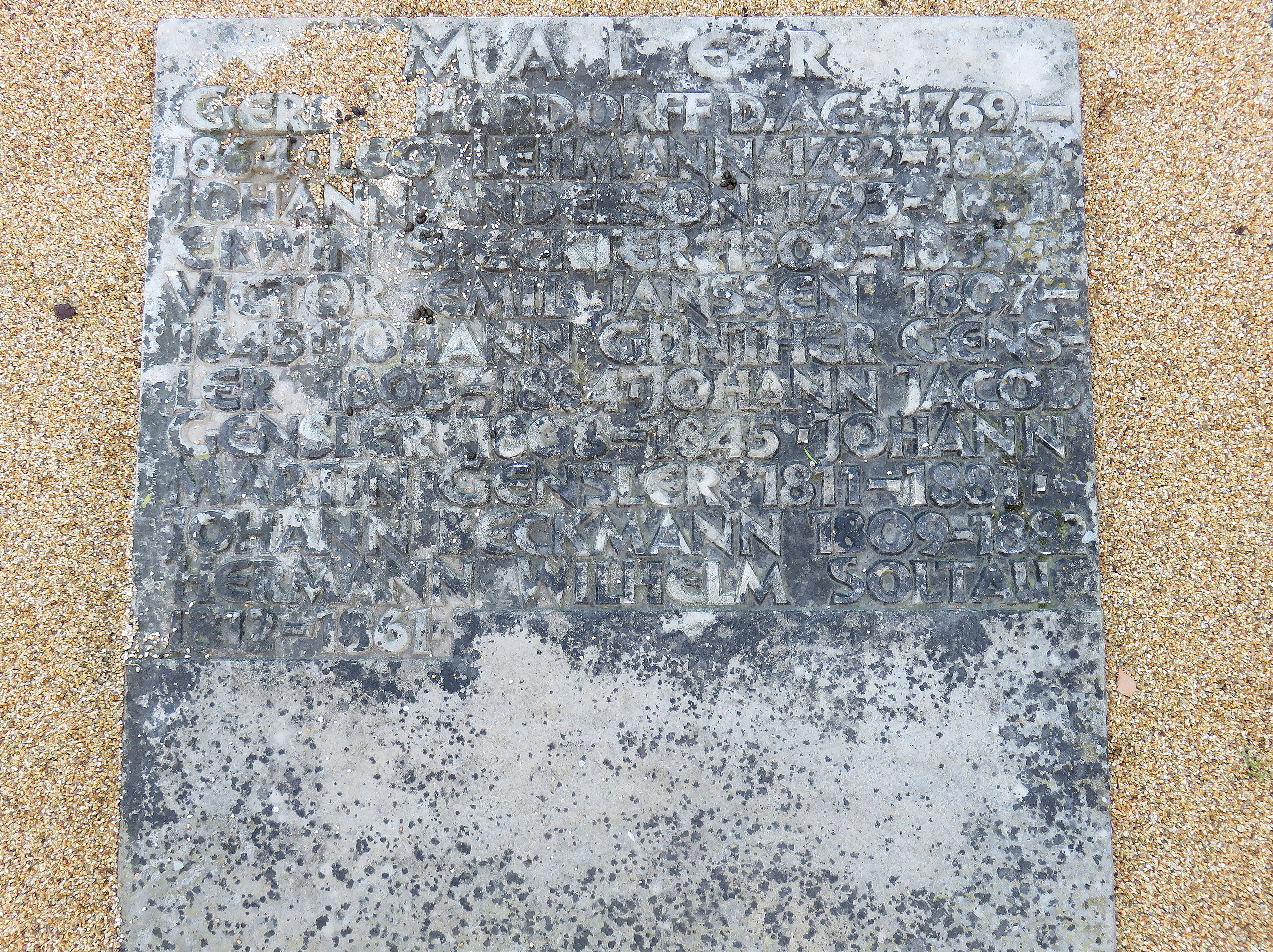
„Victor Emil Janssen“, (Einzel-)Sammelgrabmal Maler auf dem Friedhof Ohlsdorf

Victor Emil Janssen war der uneheliche Sohn der Weinhändlerstochter Christine Maria Ahlers (1779–1851) und des Kaufmannssohnes Karl Raetke (1756–1814), beide aus Hamburg. Er war Schüler der Gelehrtenschule des Johanneums in Hamburg und besuchte 1823–24 die Zeichenschule von Siegfried Detlev Bendixen. Er schloss sich dem Freundeskreis um die Malerfamilie Speckter an. Im August 1827 ging Janssen zum Studium an die Akademie der Bildenden Künste München zu Peter von Cornelius und Julius Schnorr von Carolsfeld. Hier schloss er sich den Hamburger Malern Carl Koch (1806–1900) und Friedrich Wasmann (1805–1886) an und stand in Verbindung zur Hamburger Künstlerkolonie in München. Mit Wasmann ging er im Herbst 1833 nach Rom zu Friedrich Overbeck.
Ende 1833 nach München zurückgekehrt verschlimmerte sich sein Gemütsleiden. Er litt an Knochentuberkulose. Er arbeitete zwar noch mit H. M. Hess (1798–1863) an den Fresken der Bonifazius-Basilika in München, musste den Auftrag aber bald aufgeben.
Vor seiner Abreise nach Hamburg vernichtete Janssen 1843 die meisten seiner Werke. Einige schenkte er Carl Koch. Den Rest vermachte er Friedrich Wasmann, in dessen Nachlass sie wiederentdeckt wurden.
Auf dem Ohlsdorfer Friedhof, im Bereich des Althamburgischen Gedächtnisfriedhofs nahe dem Haupteingang des Friedhofs, wird auf dem Sammelgrabmal Maler unter anderen an Victor Emil Janssen erinnert.
Nach Janssen ist die Emil-Janßen-Straße in Barmbek-Nord benannt.

## Selbstbildnisse

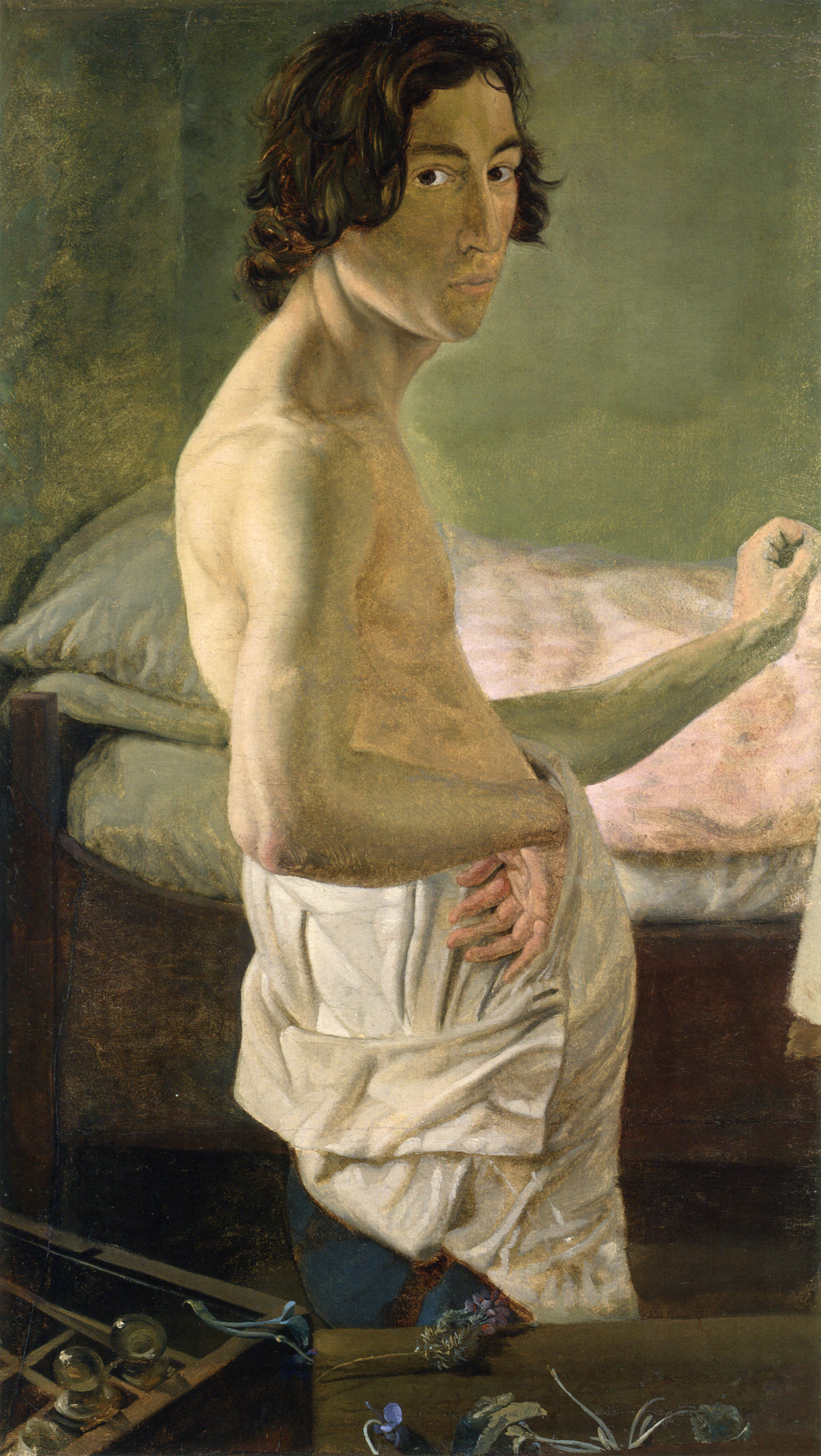
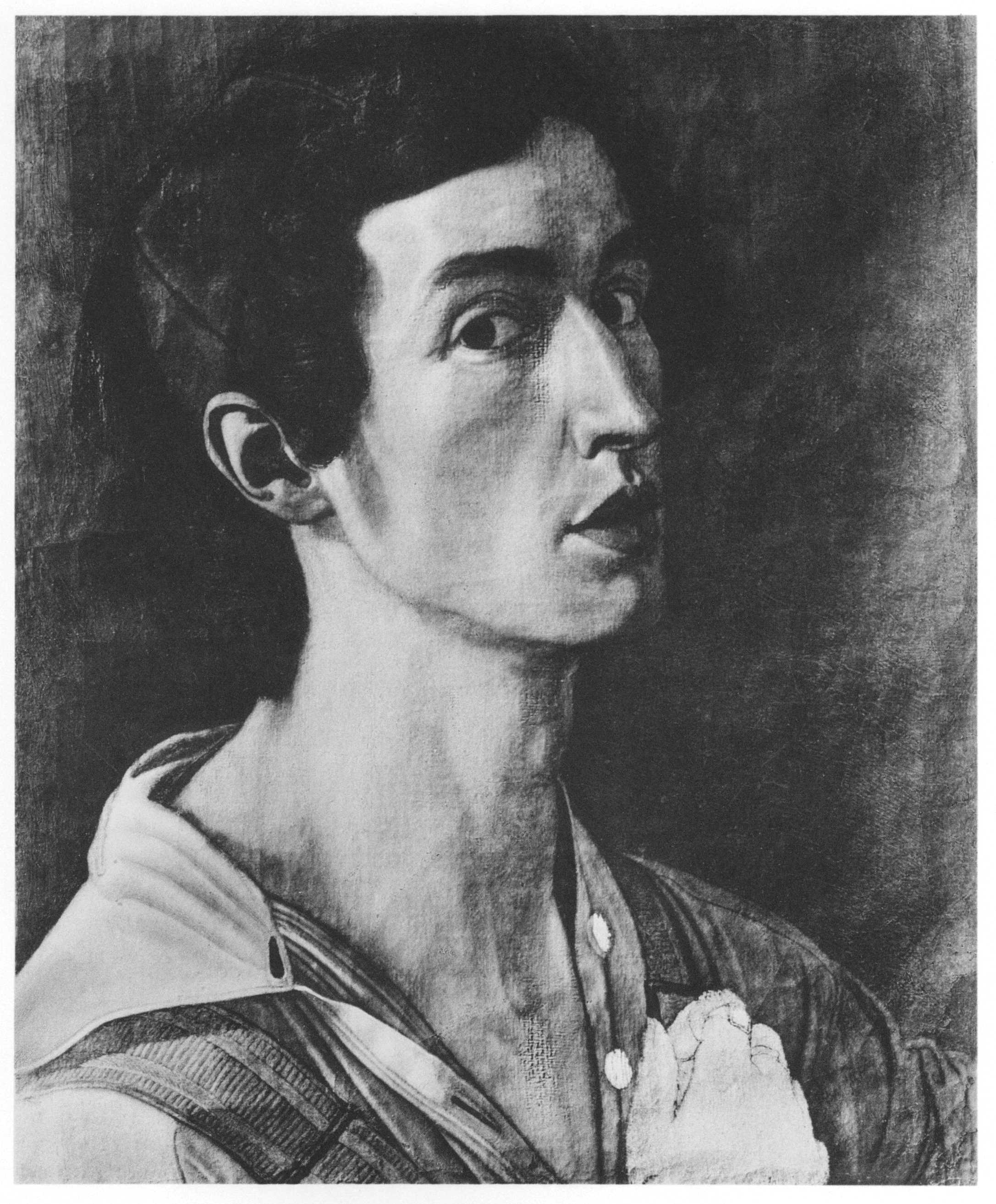

1830 wurde Emil Janssen von dem Maler Franz Heesche porträtiert.

## Ausstellungen (Auswahl)
- 2019: Hamburger Schule – Das 19. Jahrhundert neu entdeckt (12. April bis 14. Juli), Hamburger Kunsthalle